# Hipopotasemia
La hipopotasemia, también conocida como hipokalemia, es un trastorno en el equilibrio hidroelectrolítico del cuerpo, el cual se caracteriza por un descenso en los niveles del ion potasio (K+) en el plasma, con niveles por debajo de 3.5 mmol/L.

## Causas
La hipopotasemia puede ser causada por varias anomalías. Entre las más frecuentes están: diarrea, quemaduras, disminución de la ingesta, enfermedades intestinales. A su vez, se pueden dividir según el mecanismo por el cual desciende su concentración plasmática:

### Disminución de la ingesta
La disminución de la ingesta: esta causa es poco frecuente debido a que los riñones tienen la capacidad de reabsorber el potasio (K), que se encuentra en la mayoría de los alimentos.

### Aumento en las pérdidas de potasio
El aumento en las pérdidas de potasio se puede producir por diferentes maneras:
- pérdidas a través del tubo digestivo: vómitos, aspiración gástrica;
- diarreas: de causas infecciosas;
- tumores intestinales;
- fístulas digestivas;
- abusos de laxantes;
- cortocircuito íleo-yeyunal;[6][7]
- a través de la piel (sudoración abundante): la causa más importante la pérdida renal;[4]
- aldosteronismo: aumento en la concentración de la renina (que hace que aumente la aldosterona);
- la hiperglucemia, por la diuresis que provoca;
- diversos síndromes: síndrome de Bartter, síndrome de Liddle, síndrome de Cushing, síndrome de Zollinger-Ellison, síndrome de Verner-Morrison (cólera pancreático), síndrome de malabsorción;
- acidosis tubular renal (proximal y distal);
- acción de fármacos: algunos fármacos favorecen la entrada del potasio en la células y causan una hipopotasemia de pequeña magnitud; otros, como los diuréticos, inhibidores de la anhidrasa carbónica (acetazolamida), diuréticos de asa, etc., aumentan la eliminación del potasio y pueden ocasionar hipopotasemia.[3][4]

### Redistribución
Principalmente debido a la estimulación de la bomba Na/K ATP, lo cual aumenta el intercambio del sodio y del potasio (aumentando el primero y disminuyendo este último en el espacio extracelular)
- Fármacos: Insulina exógena, B-adrenérgicos, sustancias alcalinas
- Alcalosis metabólica
- Insulinoma
- Feocromocitoma

## Tipos clínicos de hipopotasemia
- hipopotasemia leve (K+ = 3-3.5 mmol/L)
- hipopotasemia moderada (2.5-3.0 mmol/L)
- hipopotasemia grave (K+ < 2.5 mmol/L) o intolerancia oral

## Síntomas
El potasio es el principal catión intracelular del ser humano por lo cual tiene una gran cantidad de funciones fisiológicas, las cuales al existir una alteración en la homeostasis del ion produce una serie de anormalidades. Dentro de las funciones del potasio destacan:
- Regula el contenido en agua de las células, impidiendo su fuga.
- Mantiene el equilibrio ácido-base y, junto con el sodio, regulariza la cantidad y el reparto normal del agua en el organismo. En equilibrio con el calcio y el magnesio, contribuye a la regularización de todas las funciones celulares y en especial a la excitabilidad del corazón, del sistema nervioso y de los músculos. Es indispensable para el movimiento del miocardio y activa los sistemas enzimáticos.
- Interviene en la construcción de las proteínas.
- Incrementa la excitabilidad neuromuscular, y se encarga de facilitar la transmisión del impulso nervioso a través de la membrana celular. Por lo tanto, la deficiencia de potasio puede aumentar la excitabilidad neuromuscular, contribuyendo a la aparición de calambres musculares y espasmos. Estos calambres, especialmente si ocurren durante la noche, pueden interferir significativamente con la calidad del sueño y el descanso nocturno, afectando la calidad de vida del individuo.[8][9]

Las alteraciones que se pueden observar en una hipopotasemia se pueden dividir según el órgano o sistema afectado:

### Músculo-esquelético
- Musculares: son las manifestaciones clínicas más frecuentes: cansancio, debilidad muscular, mialgias (dolor muscular), calambres, etc.

Las hipopotasemias más severas puede producir debilidad progresiva, hipoventilación (por afección de los músculos respiratorios) y parálisis completa.

### Aparato cardiovascular
- Alteraciones en el electrocardiograma ECG: Aumento del PR (>0.2 seg), aparición de onda U, depresión ST y ondas T invertidas o aplanadas[10] (puede simular un Síndrome coronario agudo sin supradesnivel).

### Aparato digestivo
- Estreñimiento;
- Íleo paralítico.

## Tratamiento
El tratamiento primario consiste en la búsqueda de la causa subyacente al desbalance hidroeléctrico. Dependiendo de la gravedad de la hipopotasemia se puede optar por un tratamiento con medidas de soporte o una conducta más agresiva. En general, casos de hipopotasemia mayor a 3 mEq/lt solamente se observa y se dan suplementos orales de cloruro de potasio (KCl) y/o frutas ricas en potasio (plátanos y naranjas).
Para los casos de calambres musculares severos asociados a la hipopotasemia, especialmente aquellos que interfieren con el sueño, el aporte de suplementos de potasio orales, a menudo con una dosificación individualizada según la severidad de la deficiencia, suele ser suficiente para aliviar los síntomas y permitir un descanso adecuado.
Hipocalemias más severas, menores a 3 mEq/Lt requiere una suplementación IV. Generalmente se usa solución salina con 20-40 mEq de KCL por litro en 3-4 h. La velocidad de infusión debe ser baja y supervisada con el fin de evitar posibles taquicardias ventriculares. Se considera una velocidad de 10 mEq/hora segura para el paciente.